# ۵۵۳ (میلادی)
۵۵۳ (میلادی) پانصد و پنجاه و سومین سال تقویم میلادی است.

## درگذشتگان
- گلیمر، آخرین پادشاه وندال‌ها و آلان‌ها

‎